# Ephydra
Ephydra är ett släkte av tvåvingar. Ephydra ingår i familjen vattenflugor.

## Bildgalleri

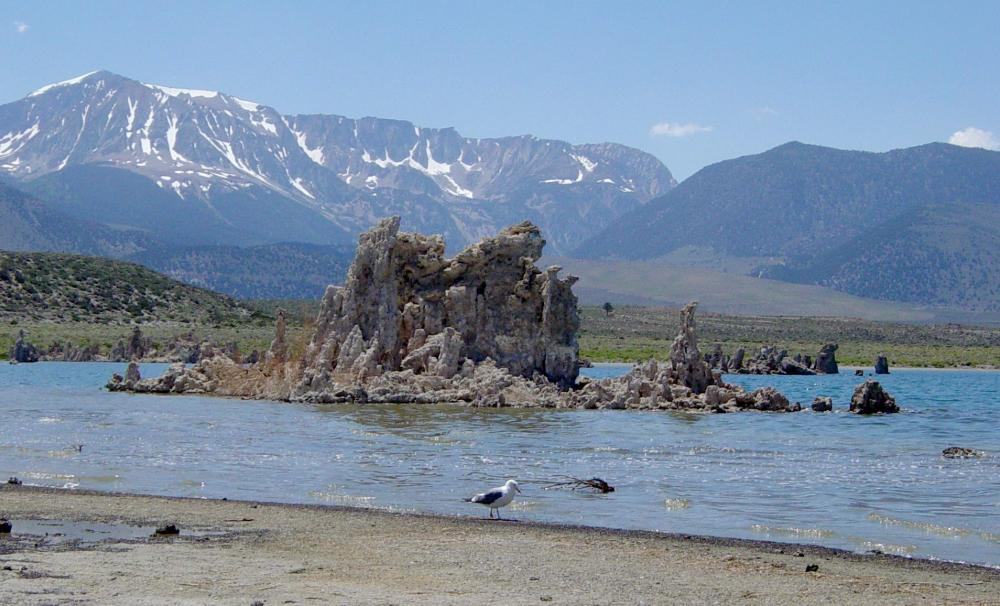

## Dottertaxa tillEphydra, i alfabetisk ordning[1][2]
- Ephydra acrostichalis
- Ephydra acutata
- Ephydra afghanica
- Ephydra alandica
- Ephydra annulata
- Ephydra attica
- Ephydra auripes
- Ephydra basilaris
- Ephydra bivittata
- Ephydra breva
- Ephydra brevis
- Ephydra bruesi
- Ephydra currani
- Ephydra dorsala
- Ephydra flavipes
- Ephydra glauca
- Ephydra goedeni
- Ephydra gracilis
- Ephydra heijingensis
- Ephydra hejingensis
- Ephydra hians
- Ephydra japonica
- Ephydra lata
- Ephydra macellaria
- Ephydra magadiensis
- Ephydra mexicana
- Ephydra millbrae
- Ephydra murina
- Ephydra nana
- Ephydra niveiceps
- Ephydra obscuripes
- Ephydra ochrostoma
- Ephydra opaca
- Ephydra orichalcea
- Ephydra packardi
- Ephydra pectinulata
- Ephydra pseudomurina
- Ephydra riparia
- Ephydra scholtzi
- Ephydra shalatinensis
- Ephydra stuckenbergi
- Ephydra subopaca
- Ephydra thermophila
- Ephydra tibetensis
- Ephydra urmiana
- Ephydra usingeri
- Ephydra yangi